# آلبرت استروک
آلبرت استروک (رومانیایی: Albert Ströck; ۱۲ فوریهٔ ۱۹۰۳ – ۹ مهٔ ۱۹۷۱) بازیکن فوتبال اهل مجارستان بود.
از باشگاه‌هایی که در آن بازی کرده‌است می‌توان به باشگاه فوتبال لشو دو فوند و باشگاه فوتبال اویپشت اشاره کرد.
وی همچنین در تیم‌های ملی فوتبال رومانی و مجارستان بازی کرده‌است.